# Ressons-le-Long
Ressons-le-Long és un municipi francès situat al departament de l'Aisne i a la regió dels Alts de França. L'any 2007 tenia 760 habitants.

## Demografia

### Població
El 2007 la població de fet de Ressons-le-Long era de 760 persones. Hi havia 276 famílies de les quals 44 eren unipersonals (12 homes vivint sols i 32 dones vivint soles), 76 parelles sense fills, 124 parelles amb fills i 32 famílies monoparentals amb fills.
La població ha evolucionat segons el següent gràfic:
Habitants censats

### Habitatges
El 2007 hi havia 384 habitatges, 281 eren l'habitatge principal de la família, 84 eren segones residències i 19 estaven desocupats. 307 eren cases i 12 eren apartaments. Dels 281 habitatges principals, 241 estaven ocupats pels seus propietaris, 36 estaven llogats i ocupats pels llogaters i 4 estaven cedits a títol gratuït; 3 tenien una cambra, 10 en tenien dues, 29 en tenien tres, 78 en tenien quatre i 161 en tenien cinc o més. 192 habitatges disposaven pel capbaix d'una plaça de pàrquing. A 97 habitatges hi havia un automòbil i a 160 n'hi havia dos o més.

### Piràmide de població
La piràmide de població per edats i sexe el 2009 era:
| Homes | Edats   | Dones |
| ----- | ------- | ----- |
| 0     | 95 o +  | 0     |
| 0     | 90 a 94 | 0     |
| 4     | 85 a 89 | 16    |
| 4     | 80 a 84 | 0     |
| 8     | 75 a 79 | 16    |
| 12    | 70 a 74 | 0     |
| 16    | 65 a 69 | 28    |
| 16    | 60 a 64 | 16    |
| 12    | 55 a 59 | 12    |
| 36    | 50 a 54 | 20    |
| 28    | 45 a 49 | 44    |
| 28    | 40 a 44 | 12    |
| 44    | 35 a 39 | 44    |
| 16    | 30 a 34 | 24    |
| 20    | 25 a 29 | 16    |
| 8     | 20 a 24 | 8     |
| 48    | 15 a 19 | 16    |
| 32    | 10 a 14 | 24    |
| 24    | 5 a 9   | 28    |
| 20    | 0 a 4   | 28    |

## Economia
El 2007 la població en edat de treballar era de 499 persones, 377 eren actives i 122 eren inactives. De les 377 persones actives 344 estaven ocupades (192 homes i 152 dones) i 33 estaven aturades (14 homes i 19 dones). De les 122 persones inactives 29 estaven jubilades, 47 estaven estudiant i 46 estaven classificades com a «altres inactius».

### Ingressos
El 2009 a Ressons-le-Long hi havia 286 unitats fiscals que integraven 811,5 persones, la mediana anual d'ingressos fiscals per persona era de 20.016 €.

### Activitats econòmiques
Dels 30 establiments que hi havia el 2007, 1 era d'una empresa extractiva, 1 d'una empresa de fabricació d'altres productes industrials, 10 d'empreses de construcció, 7 d'empreses de comerç i reparació d'automòbils, 1 d'una empresa d'hostatgeria i restauració, 2 d'empreses financeres, 2 d'empreses immobiliàries, 4 d'empreses de serveis i 2 d'empreses classificades com a «altres activitats de serveis».
Dels 12 establiments de servei als particulars que hi havia el 2009, 1 era un taller de reparació d'automòbils i de material agrícola, 2 paletes, 1 guixaire pintor, 3 fusteries, 2 lampisteries, 1 electricista, 1 restaurant i 1 agència immobiliària.
L'any 2000 a Ressons-le-Long hi havia 8 explotacions agrícoles.

## Equipaments sanitaris i escolars
El 2009 hi havia 2 escoles elementals integrades dins de grups escolars amb les comunes properes formant escoles disperses.

## Poblacions més properes
El següent diagrama mostra les poblacions més properes.